# Jordi Turull
Jordi Turull Negre (Parets, Barcelona, 6 de septiembre de 1966) es un político español, miembro de Junts, diputado entre 2004 y 2018 en el Parlamento de Cataluña, y que en 2017 ejerció de consejero de la Presidencia y portavoz del Gobierno de Cataluña.
Licenciado en Derecho, militó desde joven en Convergencia Democrática de Cataluña (CDC) y comenzó su trayectoria política como concejal de su localidad natal. Adscrita su actividad parlamentaria regional de forma sucesiva a los grupos parlamentarios de Convergència i Unió (CiU), Junts pel Sí (JxSí) y Junts per Catalunya (JxCat), en la ix legislatura desempeñó la presidencia del grupo de JxSí. Fue cesado como consejero del ejecutivo catalán en octubre de 2017, al amparo de la aplicación del artículo 155 de la Constitución española en Cataluña.
Estuvo en prisión de 2018 a 2021, acusado de presuntos delitos de rebelión, malversación y sedición en relación con la celebración del referéndum de independencia de Cataluña del 1 de octubre. Fue indultado en 2021 por el Gobierno español.

## Biografía

### Trayectoria
Licenciado en derecho por la Universidad Autónoma de Barcelona (UAB), empezó a trabajar como funcionario municipal en 1990. Desde adolescente se ha dedicado a la política. Empezó a militar en las juventudes de Convergencia (JNC) en 1983 y en Convergencia Democrática de Cataluña (CDC) en 1987. Fue concejal en el ayuntamiento de Parets de 1987 a 2003. En 1991, 1995 y 1999 fue el cabeza de lista por Convergència i Unió (CiU) pero en ninguno de los casos fue elegido alcalde. Entre 1991 y 1996 fue diputado en la Diputación de Barcelona y en 1996 fue nombrado director general de INCAVOL, Instituto Catalán del Voluntariado, cargo que mantuvo hasta el año 2000.
De 2001 a 2004 fue presidente comarcal de CDC en el Vallés Oriental y presidente de la federación de comarcas de Barcelona de CDC.
También ha sido profesor asociado de la Universidad Autónoma de Barcelona donde impartió la asignatura de Políticas sociolaborales. 
Diputado desde 2006, en las vii, viii, ix, y x legislaturas del Parlamento de Cataluña. En 2010 fue nombrado portavoz de CiU en el Parlamento y en 2013 presidente del Grupo Parlamentario de CiU.
El 22 de marzo de 2018 se sometió a votación en el Parlamento de Cataluña su candidatura a la Presidencia de la Generalidad de Cataluña,no consiguiendo la mayoría absoluta requerida, siendo rechazado por 64 votos a favor,65 votos en contra y 4 abstenciones.Debido a su encarcelamiento provisional no se pudo celebrar la segunda votación,prevista para el 24 de marzo y para la que únicamente necesitaba obtener el voto favorable de la mayoría simple.

### Testigo clave contra el 15M
En el año 2014, una vez que la Audiencia Nacional absolvió a los veinte acusados del asedio al Parlamento catalán en el año 2011, Turull que era por aquel entonces el portavoz y presidente del grupo parlamentario de CiU, impulsó el recurso del fallo en el Tribunal Supremo, junto a la Generalidad y a la propia Fiscalía. Finalmente, el Tribunal Supremo desdijo a la Audiencia Nacional y condenó a ocho de los 20 procesados a tres años de prisión. 
Asimismo, Turull, fue uno de los testigos clave durante el juicio. Ya en los medios, dijo que los indignados habían intentado un “golpe de Estado encubierto” y que la jornada fue un “festín de los violentos contra todo lo que veían con corbata”. 
El 8 de abril de 2014 fue uno de los tres diputados designados por el Parlamento de Cataluña para defender en el Congreso de Diputados la celebración de un referéndum pactado sobre el futuro político de Cataluña.
En las elecciones de 2015 fue reelegido diputado por Junts pel Sí y nombrado presidente del grupo parlamentario. 
En enero de 2016 su nombre sonó como posible candidato a la Secretaría General de Convergencia. Tras la refundación de CDC en el Partido Demócrata Europeo Catalán (PDeCAT), Turull anunció la retirada de su candidatura a dirigir el nuevo partido, lo que permitió la elección de Marta Pascal como coordinadora ejecutiva.

### Causa judicial
El 14 de julio de 2017 fue nombrado consejero de Presidencia y portavoz del Gobierno de la Generalidad de Cataluña presidido por Carles Puigdemont en sustitución de Neus Munté. Según algunos medios de comunicación en la decisión de incluirlo en el nuevo gobierno ha pesado su fidelidad al presidente Puigdemont y su afinidad con los círculos de Esquerra Republicana. El 1 de octubre de 2017 actuó de portavoz durante la jornada del referéndum de independencia suspendido por el Tribunal Constitucional.
Desde el 7 de septiembre se encuentra investigado por la Fiscalía del Tribunal Superior de Justicia de Cataluña por presuntos delitos de desobediencia al Tribunal Constitucional y malversación de caudales públicos, tras firmar el decreto autonómico para convocar un referéndum de autodeterminación, junto con los demás miembros del Gobierno autonómico. El 8 de septiembre, la Fiscalía exigía fianza para garantizar los gastos que pueda causar al erario público, que cifra en 6,2 millones de euros.
El 2 de noviembre, la magistrada de la Audiencia Nacional Carmen Lamela, bajo petición de la Fiscalía, decreta prisión incondicional para el exvicepresidente Oriol Junqueras y los exconsejeros Jordi Turull, Raül Romeva, Joaquim Forn, Meritxell Borràs, Carles Mundó, Josep Rull y Dolors Bassa. Para Santi Vila, también exconsejero, se decreta prisión eludible bajo fianza de 50 000 euros. Tras la asunción de la causa judicial por el juez del Tribunal Supremo Pablo Llarena, el 4 de diciembre de 2017 fue excarcelado tras ser abonada una fianza de 100 000 euros.
En las elecciones autonómicas del 21 de diciembre de 2017, Turull concurrió en el puesto número cuatro por la circunscripción de Barcelona por Junts per Catalunya, resultando elegido diputado para la XII legislatura del Parlamento de Cataluña.
Turull fue propuesto candidato a la Presidencia de la Generalidad de Cataluña, después de que los intentos de investidura inviables reglamentariamente de Carles Puigdemont y Jordi Sànchez no fueran efectivas debido al impedimento, en el caso de Sànchez, de la justicia a estar presente en la cámara para solicitar la confianza de los diputados. Turull pudo someterse a la primera vuelta de la investidura, en la que hacía falta la mayoría absulta de la cámara para ser investido. Se encontraba en una situación de libertad provisional y finalmente al día siguiente de la primera votación fallida tuvo que entrar en prisión por decisión del magistrado del Tribunal Supremo Pablo Llarena, después de una cita judicial ya prevista antes de la investidura. Ingresó en el Centro Penitenciario Madrid VII de Estremera.
El 4 de julio de 2018 fue trasladado al Centro Penitenciario Lledoners, en la provincia de Barcelona. En las semanas posteriores se produjeron diversas concentraciones de apoyo en los alrededores de la prisión, en solidaridad con los reos preventivos. El 1 de diciembre de 2018 inició una huelga de hambre indefinida en protesta por el retraso del Tribunal Constitucional en atender sus recursos. Duró hasta el día 20 del mismo mes. El 1 de febrero de 2019 fue trasladado de nuevo una prisión madrileña en un autocar de la Guardia Civil, para hacer frente al Juicio que se prevé comience el 12 de febrero.
El Tribunal Supremo juzga a 12 líderes catalanes, entre ellos a Jordi Turull, por el referéndum y la declaración unilateral de independencia de 2017. El juez Llarena, en su auto, acusa a Jordi Turull de los delitos de  rebelión y malversación de caudales públicos, al haber impulsado, movilizado y publicitado así como haber coordinado las infraestructuras informáticas para la consecución del referéndum, constituyendo las mesas y la elaboración del registro de catalanes en el exterior. La petición de penas en el  escenario judicial  de investigado, anteriormente denominado imputado, por los delitos de rebelión y malversación, queda de la siguiente forma, la Fiscalía general del Estado solicita la pena de 16 años de prisión y la Abogacía del Estado reduce la petición a 11 años.

#### Condena
El lunes 14 de octubre de 2019, la sala de lo penal del Tribunal Supremo emite la sentencia de la causa seguida contra los 12 líderes catalanes del procés. A Jordi Turull le condena a 12 años de prisión por sedición y malversación de bienes públicos e inhabilitación absoluta, siendo absuelto del cargo de rebelión.